# 格兰维尔-拉坦蒂里耶尔
格兰维尔-拉坦蒂里耶尔（法語：Grainville-la-Teinturière，法語發音：[ɡʁɛ̃vil la tɛ̃tyʁjɛʁ]）是法国滨海塞纳省的一个市镇，属于迪耶普区。

## 地理
格兰维尔-拉坦蒂里耶尔（49°44'52"N, 0°38'27"E）面积18.41 平方千米，位于法国诺曼底大区滨海塞纳省，该省份为法国北部沿海省份，其西部及北部濒大西洋英吉利海峡，东起顺时针与索姆省、瓦兹省、厄尔省和卡爾瓦多斯省接壤。
与格兰维尔-拉坦蒂里耶尔接壤的市镇（或旧市镇、城区）包括：贝尔托维尔、伯兹维尔拉盖拉尔、博维尔、卡尼-巴维尔、勒阿努阿尔、科地区乌尔维尔。
格兰维尔-拉坦蒂里耶尔的时区为UTC+01:00、UTC+02:00（夏令时）。

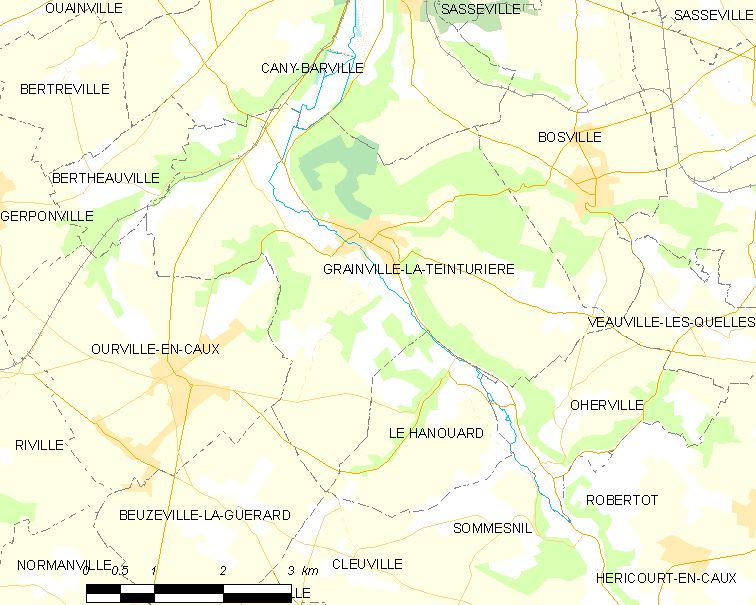
格兰维尔-拉坦蒂里耶尔的OSM定位图

## 行政
格兰维尔-拉坦蒂里耶尔的邮政编码为76450，INSEE市镇编码为76315。

## 政治
格兰维尔-拉坦蒂里耶尔所属的省级选区为科地区圣瓦勒里县。

## 人口
格兰维尔-拉坦蒂里耶尔于2022年1月1日时的人口数量为1060人。

1962-2008年间格兰维尔-拉坦蒂里耶尔人口变化图示